# Tomoko Igata
Tomoko Igata (井形とも子?, Igata Tomoko; Tokyo, 30 ottobre 1965) è una pilota motociclistica giapponese ritiratasi dall'attività agonistica.

## Carriera
Dal 1991 al 1993 ha corso nell'All Japan Road Race Championship nella classe 125, concludendo sempre nelle prime dieci posizioni.
Il suo miglior risultato lo ottenne nel 1991, quando conquistò il sesto posto in campionato. Nel 1992 debuttò nel motomondiale come wild card al Gran Premio del Giappone, corso sul circuito di Suzuka, nonostante la pista bagnata riuscì a concludere in 20ª posizione, ottenendo l'attenzione dei media.
Nel 1994 corse la sua prima stagione completa, sempre in classe 125, con una Honda RS 125 R del team FCC Technical Sports. Al Gran Premio d'Australia, prima gara della stagione, arrivò 14ª, ottenendo così i primi due punti iridati. Al Gran Premio del Giappone fornì una buona prestazione, nonostante non riuscì a concludere la gara. Al Gran Premio d'Austria rimase ferita a seguito di un incidente, e fu temporaneamente sostituita dal suo compagno di squadra nel campionato giapponese, Tomomi Manako. Tornò a correre verso la fine della stagione, ottenendo complessivamente sette punti e la 28ª posizione finale in campionato.
Nella stagione 1995 il suo miglior risultato fu il 7º posto al Gran Premio della Repubblica Ceca, dopo aver occupato anche il 5º posto in gara, miglior piazzamento per una donna nella storia del motomondiale. Concluse la stagione con 23 punti, che gli garantirono il 20º posto in campionato a pari merito con Darren Barton.
Successivamente tornò a correre nel campionato nazionale, sempre in classe 125, ma senza ottenere risultati di rilievo.

## Risultati nel motomondiale
| 1992 | Classe | Moto  |    |  |  |  |  |  |  |  |  |  |  |  |  |  |  | Punti | Pos. |
| ---- | ------ | ----- | -- |  |  |  |  |  |  |  |  |  |  |  |  |  |  | ----- | ---- |
| 1992 | 125    | Honda | 20 |  |  |  |  |  |  |  |  |  |  |  |  |  |  | 0     |      |

| 1994 | Classe | Moto  |    |     |     |     |     |  |  |  |     |    |    |    |     |    |  | Punti | Pos. |
| ---- | ------ | ----- | -- | --- | --- | --- | --- |  |  |  | --- | -- | -- | -- | --- | -- |  | ----- | ---- |
| 1994 | 125    | Honda | 14 | Rit | Rit | Rit | Rit |  |  |  | Rit | 19 | 12 | 23 | Rit | 15 |  | 7     | 28º  |

| 1995 | Classe | Moto  |    |   |    |    |     |    |    |    |    |   |    |     |     |  |  | Punti | Pos. |
| ---- | ------ | ----- | -- | - | -- | -- | --- | -- | -- | -- | -- | - | -- | --- | --- |  |  | ----- | ---- |
| 1995 | 125    | Honda | 14 | 8 | 18 | 25 | Rit | 16 | 11 | 13 | 16 | 7 | 17 | Rit | Rit |  |  | 23    | 20º  |

| Legenda | 1º posto        | 2º posto            | 3º posto            | A punti      | Senza punti        | Grassetto – Pole position Corsivo – Giro più veloce |
| Legenda | Gara non valida | Non qual./Non part. | Ritirato/Non class. | Squalificato | '-' Dato non disp. | Grassetto – Pole position Corsivo – Giro più veloce |